# Parafia Świętych Apostołów Piotra i Pawła w Rybnej
Parafia Świętych Apostołów Piotra i Pawła w Rybnej – parafia rzymskokatolicka we wsi Rybna. Należy do dekanatu Mykanów archidiecezji częstochowskiej. Została utworzona w 1977 roku. Prowadzą ją księża Zmartwychwstańcy.